# Conus sagei
Conus sagei é uma espécie de gastrópode do gênero Conus, pertencente à família Conidae.